# Abbaye de Vaucelles
L’abbaye de Vaucelles (anciennement Notre-Dame de Vaucelles) est un monastère de moines cisterciens. Fondée en 1131 par saint Bernard lui-même, elle est située à environ treize kilomètres au sud-ouest de Cambrai (département du Nord), dans la vallée de l’Escaut, sur la commune de Les Rues-des-Vignes. Elle fut supprimée en 1790.
Elle comptait notamment dans ses murs la plus grande église abbatiale cistercienne du monde. Une grande partie de l’abbaye est totalement détruite, mais le contour des anciens bâtiments est marqué au sol. Le site abrite aussi un jardin médiéval qu’on peut visiter.

## Accessibilité
On accède à l’abbaye par les routes départementales nos 917 et 96 (via éventuellement la sortie no 9 de l’autoroute A26 où un panneau présente l’abbaye de Vaucelles comme monument historique du nord de la France).
L'abbaye est desservie par le réseau de transports urbains de la Communauté d'agglomération de Cambrai appelé TUC, par la ligne 13 (arrêt Vaucelles),.

## Histoire
L’abbaye de Vaucelles fut édifiée sur une terre cédée par Hugues d'Oisy, seigneur de Oisy et Crèvecœur, châtelain de Cambrai. La première pierre en fut posée le 1er août 1132 par Bernard de Clairvaux. Elle constitue la treizième fondation de ce père de l’Église. Sa construction s’est étalée sur de nombreuses années, par l’ajout successif de bâtiments. À son apogée, elle possédait la plus grande église cistercienne d’Europe[réf. nécessaire].
Des reliques furent confiées à la garde des pères abbés, notamment une épine de la couronne du Christ confiée par Saint Louis en 1257.
Succédant à une première construction romane à chevet plat (plan dit claravallien ou bernardin) élevée de 1140 à 1149 et détruite en 1190, l’église abbatiale gothique accusait des dimensions hors du commun (longueur : 137 m, transept : 64 m). Elle possédait un chœur à déambulatoire, mis au jour lors des fouilles de 1988, et des chapelles rayonnantes.
Vaucelles surpassait toutes les grandes cathédrales gothiques d’Île-de-France, de Picardie et de Champagne : la plus vaste église de l’Ordre de Cîteaux était ici. L’abbé Godescale fut, du reste, destitué de son siège abbatial par le chapitre général et l’abbé de Clairvaux fut même puni pour avoir autorisé ce chantier peu conforme aux principes édictés par les fondateurs de l’ordre : simplicité et pauvreté.
Dès le début du XIIIe siècle, deux cloîtres existaient. Le petit, celui du noviciat, et l’infirmerie (1179) ou cloître de la conservation ; le grand cloître, celui des moines de chœur (1204). L’abbé Guillaume de Gand (1252-1261) commença et acheva la reconstruction de ce grand cloître sur un plan plus spacieux. Le 39e abbé, Jean d’Epinoy (1482-1492), le fit réparer grâce aux quêtes réalisées dans les environs par les religieux eux-mêmes. Les dévastations du XVIe siècle obligèrent l’abbé Gilles de Noblecourt à faire réconcilier l’église, le cloître et son préau en présence du visiteur de Clairvaux. Au XVIIe siècle, des réparations considérables concernèrent encore l’église et le cloître. Au XVIIIe siècle, sous l’abbatiat de Bruno Platel (1741-1753), l’abbé de Clairvaux en personne, Pierre Mayeur remarquait le manque d’entretien des bâtiments.
Les démolitions du début du XVIIIe siècle provoquèrent l’entassement d’une énorme quantité de gravats auxquels on doit sans doute le niveau du sol actuel (surélevé d’un mètre et demi). Le maître autel, en marbre de Carrare a été utilisé par les révolutionnaires pour le culte de la Raison ; il fut transporté par la suite dans le chœur de l’église Saint-Géry de Cambrai. Certains ouvrages de la bibliothèque, qui comptait 40 000 volumes en 1257, sont conservés à Cambrai.
L’abbaye fut presque totalement détruite à la Révolution et au début du XXe siècle, pendant la première guerre mondiale.
Elle est rachetée en 1971 par la famille Lagoutte et des travaux sont entrepris pour la restaurer et l'exploiter touristiquement. Elle est rachetée en 2017 par le Département du Nord. Le Département rachète également l'échauguette en 2019.

### Chartes
- 1152, Simon, abbé d’Eaucourt, et son abbaye donnent à l’abbaye de Vaucelles leur dîme de Pésières. Ils renoncent à la dîme qu’ils prélevaient sur trois champs que Vaucelles possédait à Révelon ; en échange, Vaucelles leur donne deux tiers de la dîme sur un champ à Crux Soyran[10].

- 1161 : émanant de Gossuin d'Anchin, abbé de l'abbaye Saint-Sauveur d'Anchin, par laquelle le prélat, de l'assentiment de son chapitre, fait remise aux frères du monastère de Vaucelles d'une rente annuelle de quatorze deniers et de six chapons. Le titre est co-signé par un certain nombre de religieux dont cinq sont des manuscripteurs d'Anchin[11].

## Architecture et description

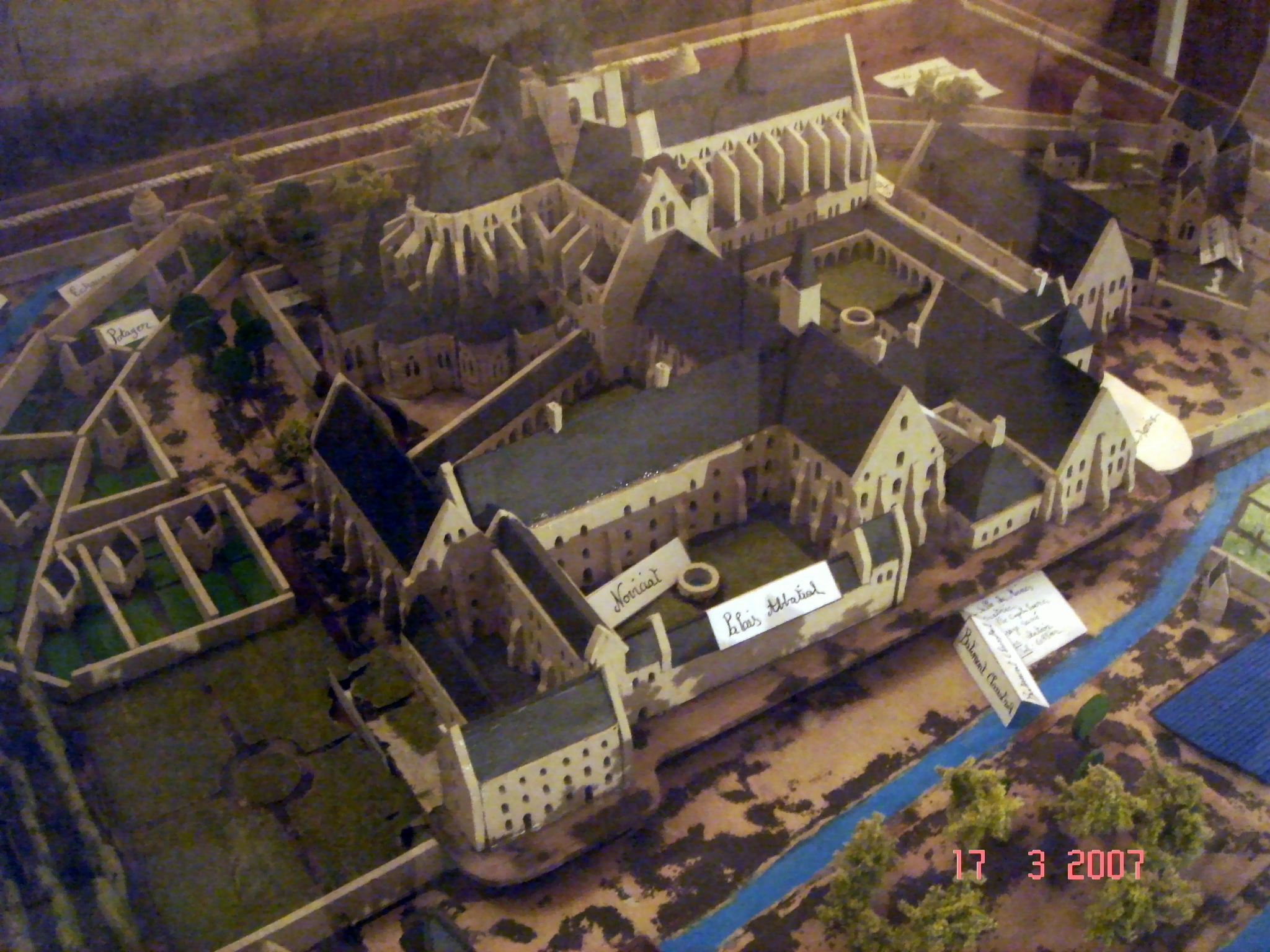
Maquette de l'abbaye de Vaucelles.

### Restauration 1971-2020

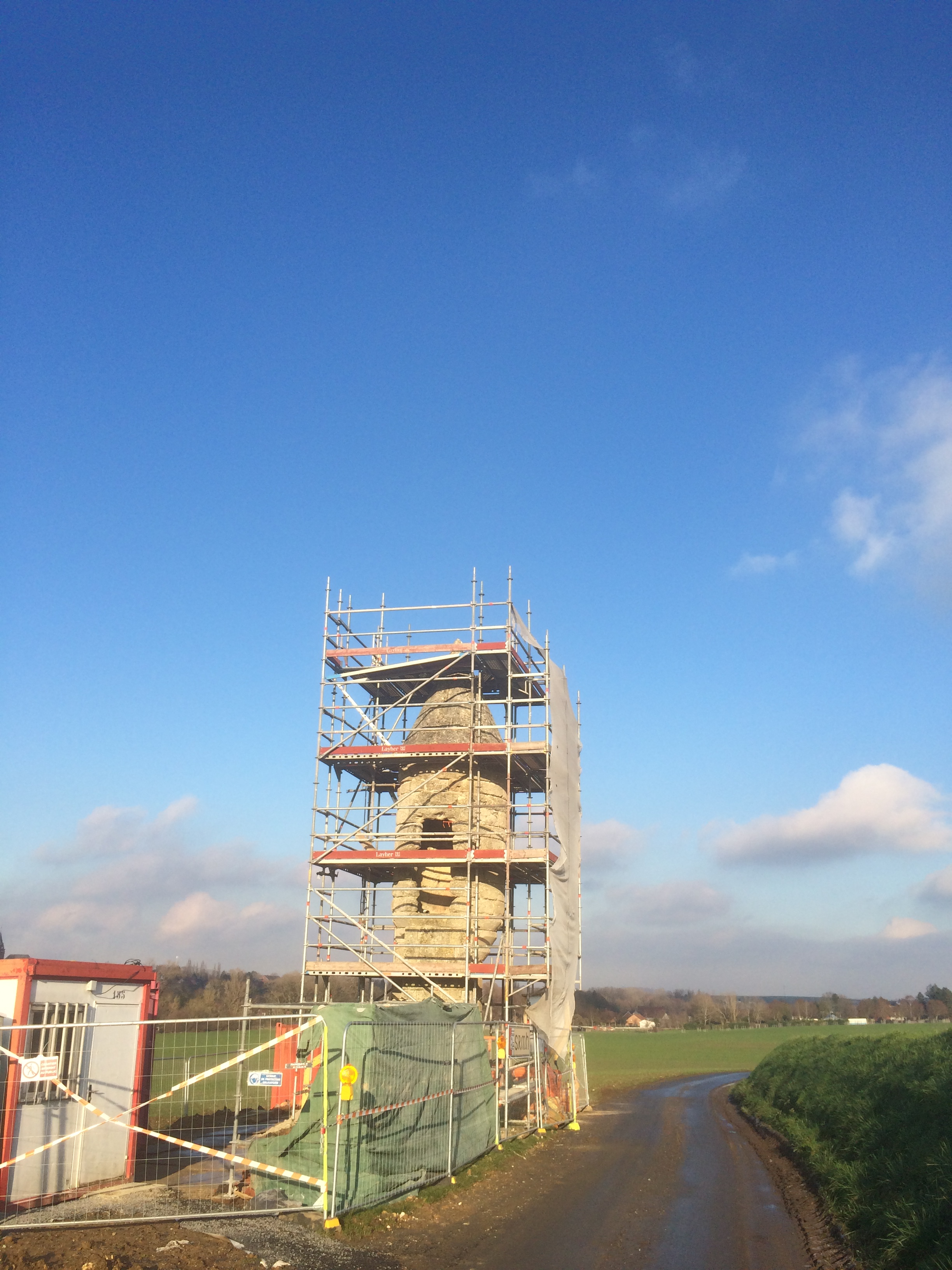
Rénovation de l'échauguette (en 2021).

L’abbaye fut sauvée et restaurée après son rachat intervenu en 1971.

### Projets 2020-2032
Dans la période 2020-2032, le Département du Nord prévoit d'achever les aménagements intérieur du palais abbatial, avec un accueil, une boutique, une salle de restauration et des salles de conférence et d'exposition. À l'horizon 2032,  l'aile des moines sera restaurée et le second niveau du palais abbatial sera aménagé en chambres pour des résidences artistiques. L'échauguette du mur d'enceinte doit également être rénovée. Un programme de fouilles archéologiques est également prévu.

### Classement
Site archéologique : 59 517 12 AH.
Le classement en monuments historiques s’est fait en trois étapes : 
- le bâtiment de l’ancienne abbaye de Vaucelles renfermant les salles du XIIe siècle fait l’objet d’un classement au titre des monuments historiques depuis le 20 août 1920 ;
- les restes du mur de clôture ainsi que le sol avec les vestiges qu’il peut renfermer font l’objet d’une inscription au titre des monuments historiques depuis le 13 janvier 1986 ;
- les vestiges du bâtiment du XVIIIe siècle ainsi que l’échauguette font l’objet d’un classement au titre des monuments historiques depuis le 22 décembre 1987.

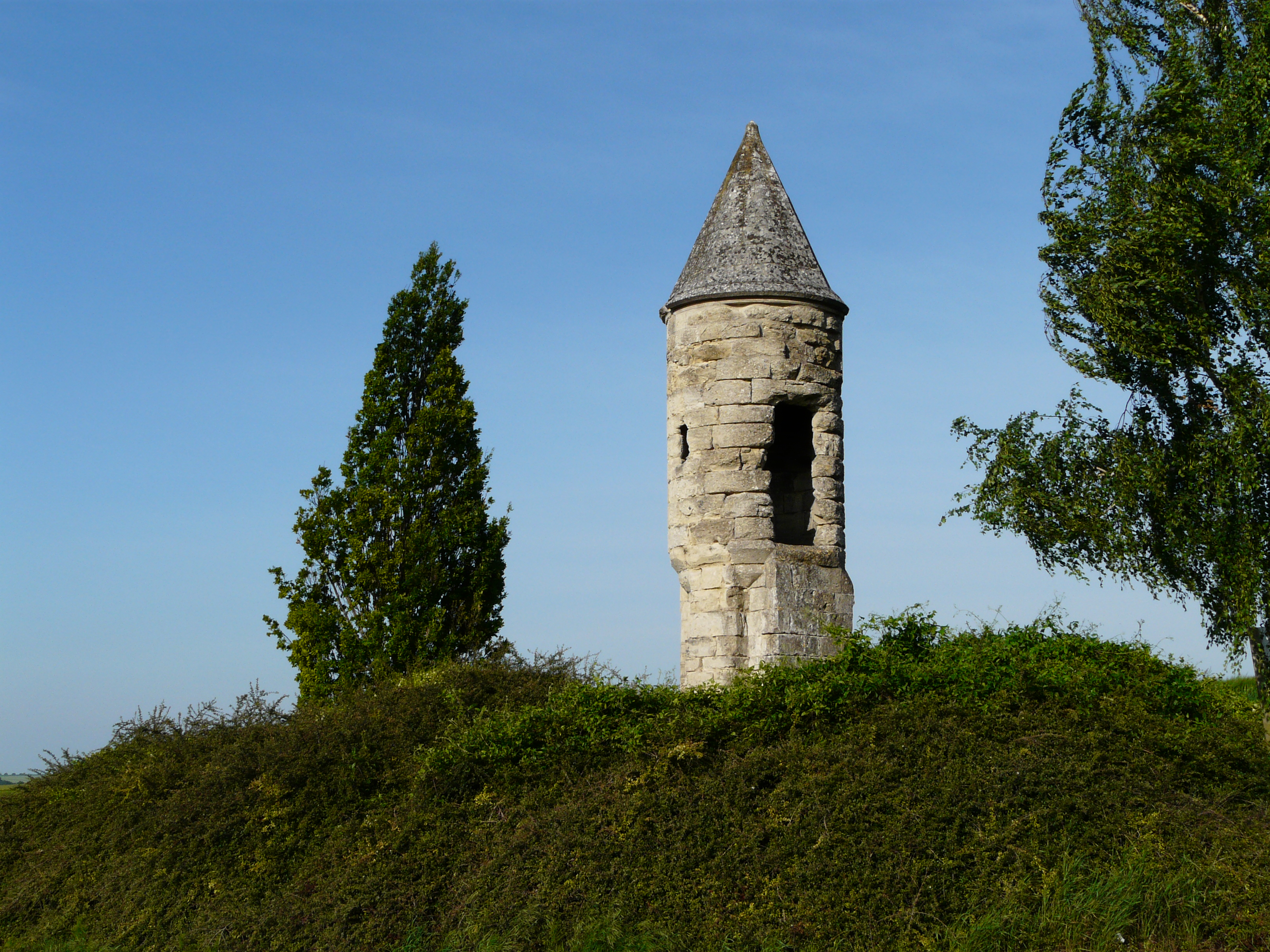
Échauguette du mur d’enceinte aujourd’hui disparu.
Détail de la façade du palais abbatial.
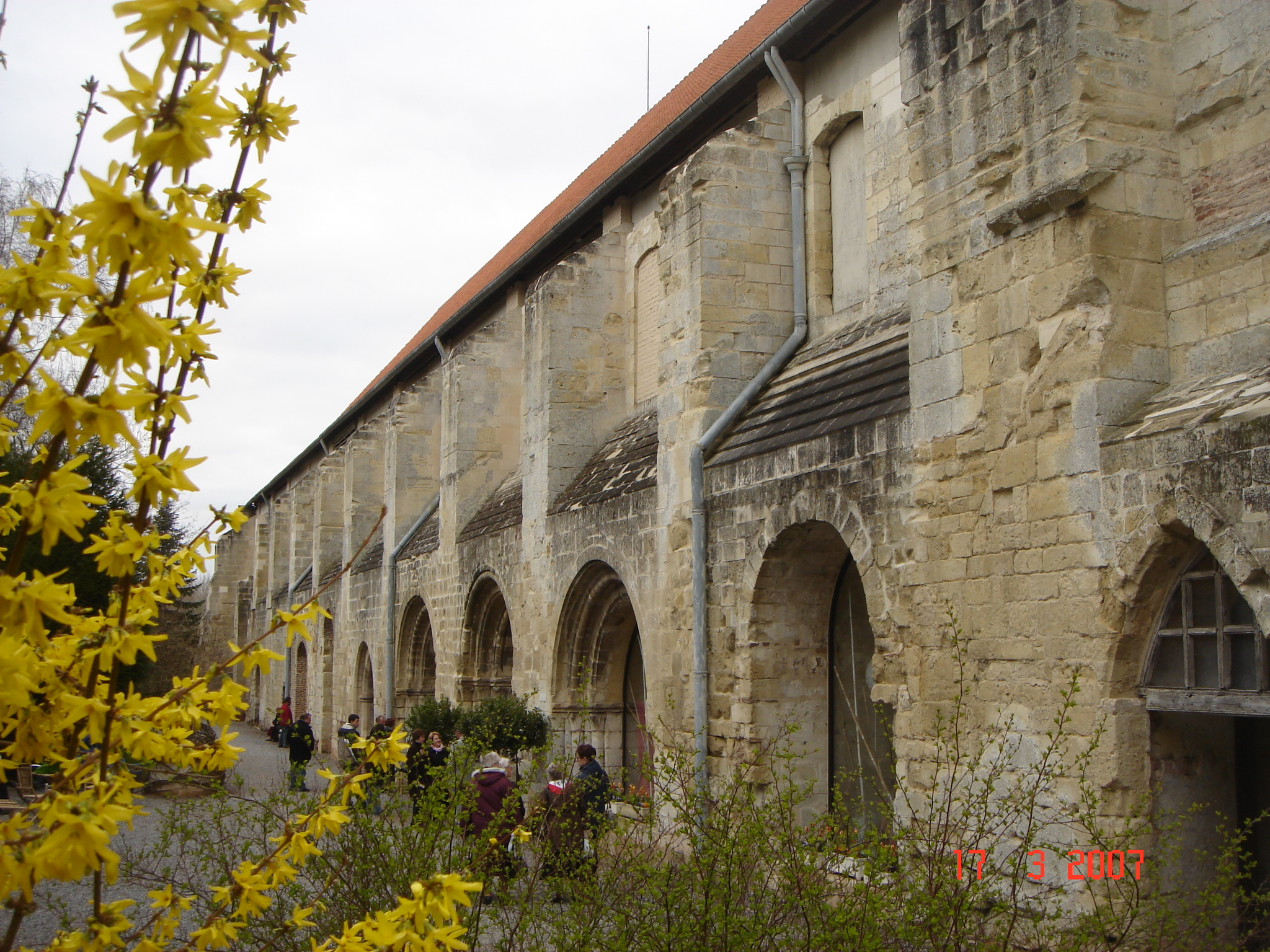
Extérieur de l’abbaye de Vaucelles (aile des moines).
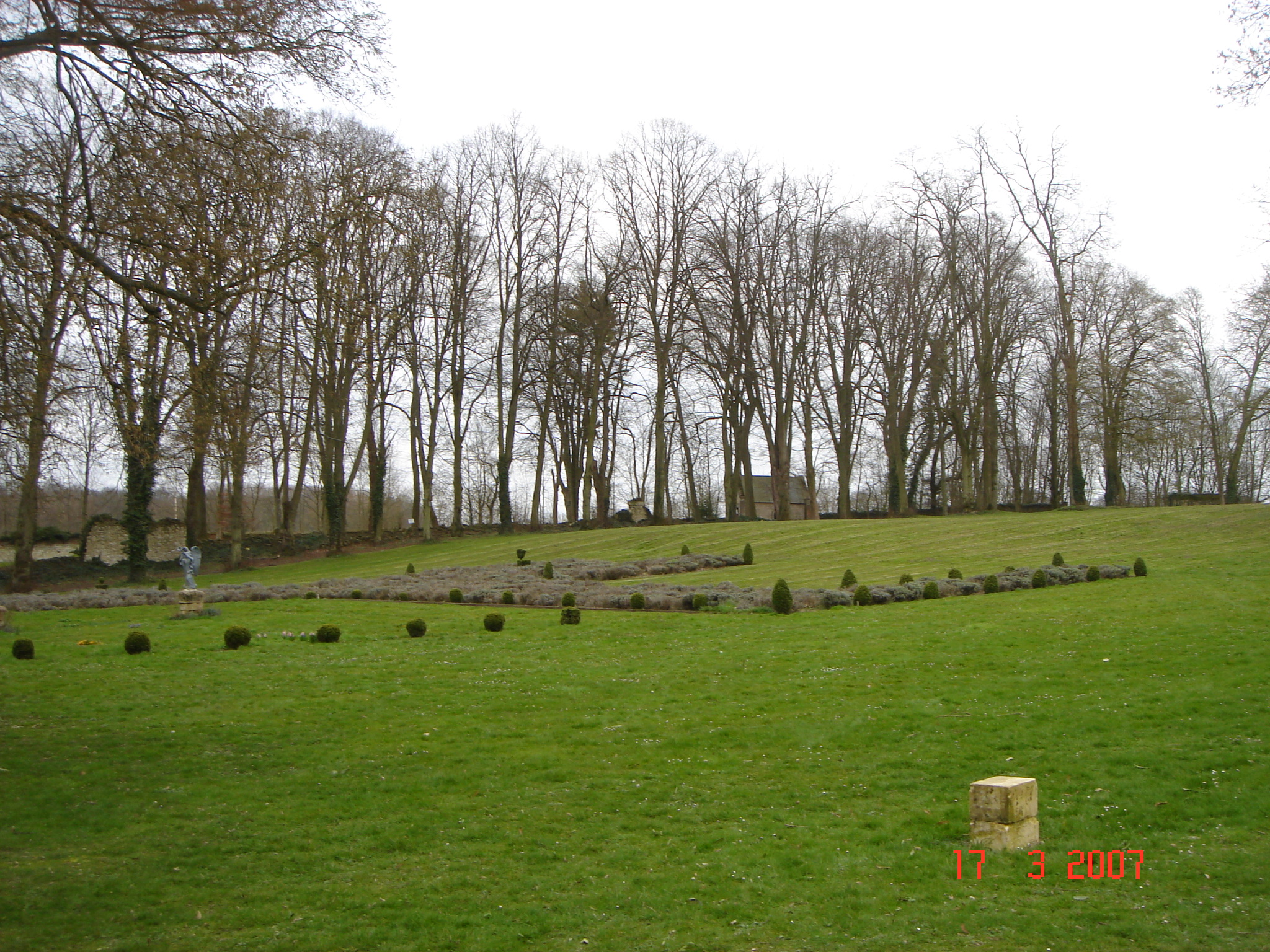
Le parc.
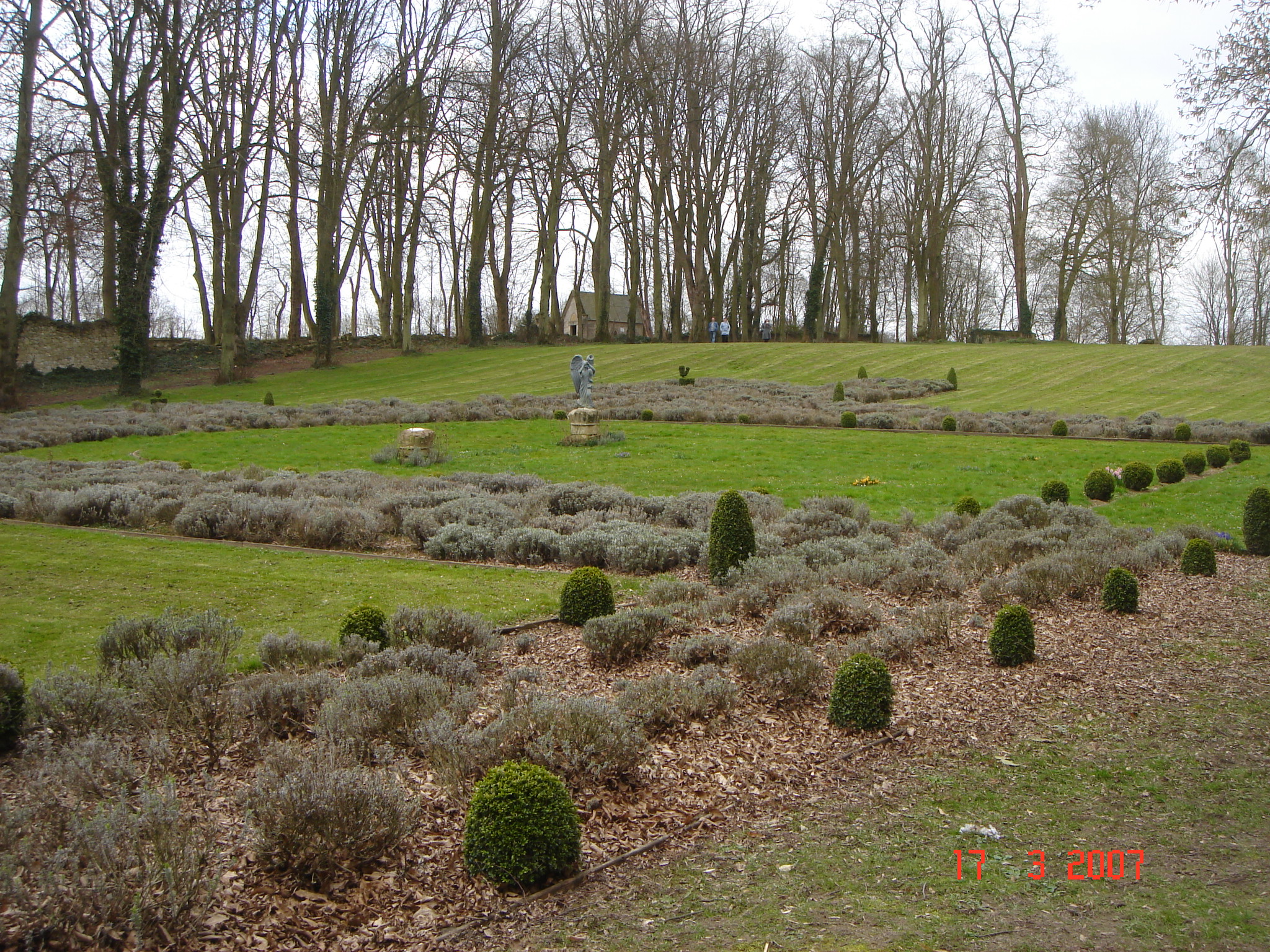
Lavandes marquant l’emplacement de l’église.

## Filiation et dépendances

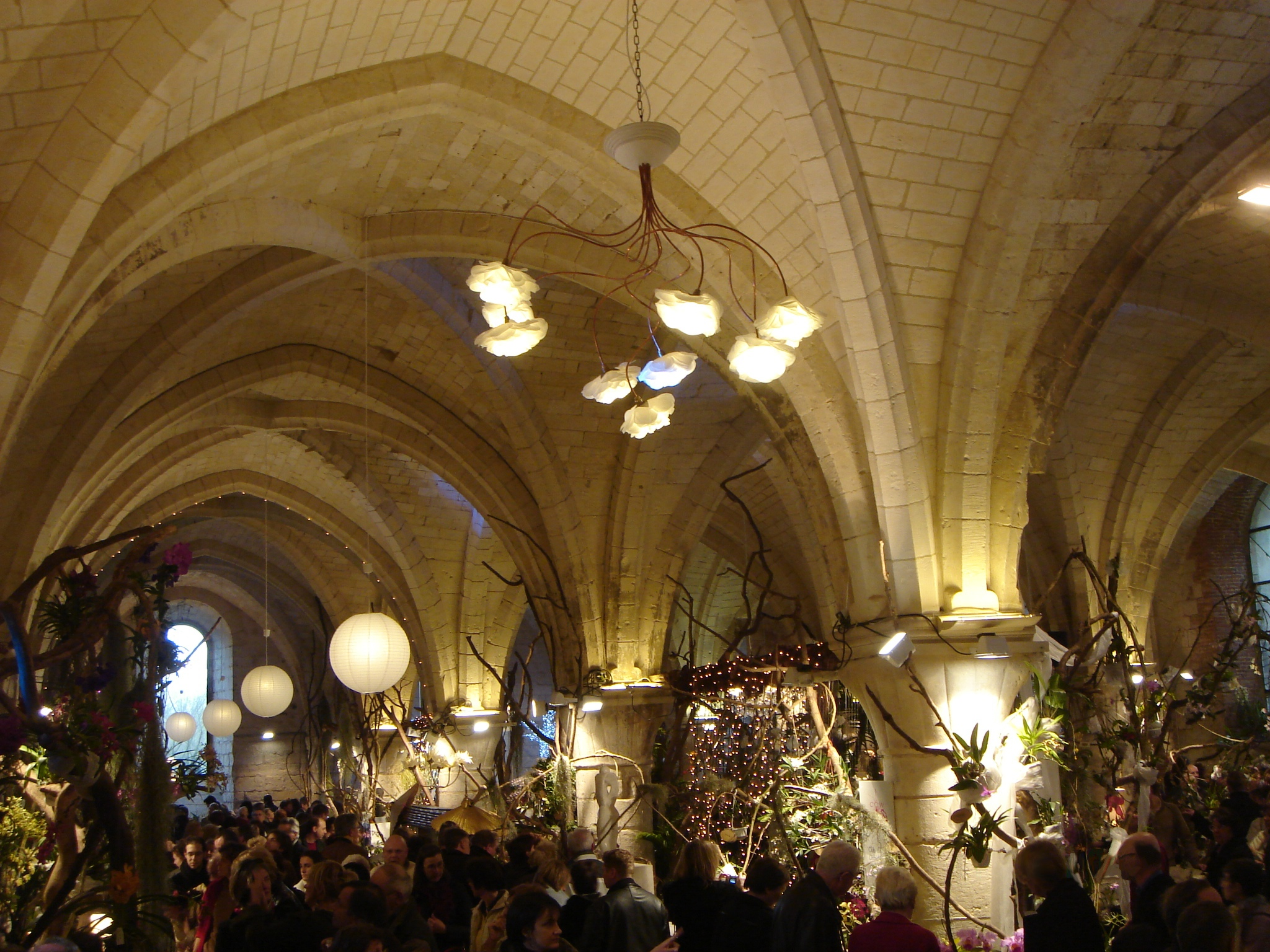
Exposition d'orchidées à l'abbaye.

Vaucelles est fille de l'abbaye de Clairvaux

## Divers
Chaque année, en mars, l’abbaye accueille une exposition internationale d’orchidées.